# Sorry Polsko
Sorry Polsko – utwór muzyczny Marii Peszek z 2012 roku, napisany i wyprodukowany przez Michała „Foxa” Króla, jak i samą Peszek. Tekst, napisany w pierwszej osobie przez samą artystkę, porusza temat patriotyzmu oraz jej stosunku do ojczyzny. „Sorry Polsko” posłużyło jako trzeci utwór promujący album Jezus Maria Peszek w 2013 roku.
Piosenka spotkała się głównie z pozytywnymi opiniami, niejednokrotnie będąc wymienianą jako jeden z najlepszych utworów na płycie. Dotarła ona do miejsca 3. na liście przebojów Trójki, co było wówczas najwyższym osiągnięciem Peszek w tym zestawieniu. Artystka wykonała „Sorry Polsko” m.in. na gali wręczenia Fryderyków 2013 oraz na koncercie TOP podczas festiwalu TOPtrendy 2013.

## Pozycje na listach przebojów
| Lista przebojów                    | Pozycja |
| ---------------------------------- | ------- |
| Lista przebojów Programu Trzeciego | 3       |
| Szczecińska Lista Przebojów        | 28      |